# 黄棕唐纳雀属
黄棕唐纳雀属（学名：Schistochlamys）是唐纳雀科下的一个属。

## 下属物种
本属包括以下物种：
- 黑脸唐纳雀 Schistochlamys melanopis (Latham, 1790)
- 黄棕唐纳雀 Schistochlamys ruficapillus (Vieillot, 1817)